# 己斐町
己斐町（こいちょう）は、かつて広島県佐伯郡に存在した町である。1889年（明治22年）の町村制発足時には「己斐村」として設置されたが、1911年（明治44年）町制を施行して己斐町となり、1929年（昭和4年）4月1日、広島市に編入合併して消滅した。

## 地理
- 旧町域は現在の己斐（「己斐」を冠する広島市西区の各町）にほぼ相当する。
- 己斐川(山手川の下流名)（現在は拡幅され太田川放水路）を挟んで広島のデルタ（福島町・観音町など）と向かい合う位置にあり、三方を山に囲まれる。町のほぼ中心を己斐川が流れ、先述の福島川に注いでいる。
- 広島市のほか、安佐郡三篠町・長束村（のち祇園町の一部）・伴村（のち沼田町の一部）・石内村（のち五日市町の一部）・古田村・草津町に隣接していた（現在はいずれも広島市に編入され、三篠町・草津町・古田村は西区、長束・伴2村は安佐南区、石内村は佐伯区の、それぞれ一部となっている）。

## 歴史

### 地名の由来
「己斐」は鎌倉時代以来の歴史ある地名で、その由来についてはいくつかの説がある。一つは神功皇后が長門の熊襲族征討に際してこの地に立ち寄ったとき、県主が大きな鯉を献上したので「鯉村」と称したというもの（国郡志下調書出帳）、「山間の村」を意味する「峡村」（かひむら）が変化したというもの（秋長夜話）、古くは「許斐」とも書いたことから筑前宗像の「許斐神社」と何らかの関係を有するというもの（芸藩通志）、などである。

### 中世・近世
中世においてこの地は近隣の草津・古江・山田・井口と同様に厳島神社の社領であり、同社神領衆である己斐氏が己斐城に居城し村を支配していた。その後安芸守護家の武田氏、ついで大内氏が進出し、天文23年（1554年）、草津城と同様毛利氏の攻撃により落城し、毛利支配下に入った。この頃から村には町屋が形成されていた。
藩政期、己斐村は己斐橋を通って隣の古江村に抜ける西国街道沿いに賑わった。特産としては花卉盆栽が有名であり、近接する広島城下への行商や奉公・出稼ぎが盛んであった。

### 近代
1889年（明治22年）、町村制発足により佐伯郡己斐村が発足、1897年（明治30年）には村内を通る山陽鉄道（現在のJR山陽本線）の広島 - 徳山が開通すると己斐駅（現在の西広島駅）が開業した。同駅は乗降客も多く、1906年（明治39年）には乗合馬車組合が設立され広島市内および郊外（廿日市方面）の路線を運行した。1911年（明治44年）には町制施行により佐伯郡己斐町と改称、1912年（大正元年）には広島市内から広島電軌（現在の広島電鉄）の路面電車線が己斐まで延長され己斐駅が開業した。電車線は1922年（大正11年）に至って己斐から草津まで延伸（現在の広島電鉄宮島線）、己斐は広島西部の陸上交通の玄関口としての位置を占めるに至った。これらを背景に町民の職業は専業農家が極めて少数となったのに対し商工業が多数を占めるようになり、広島市内への通勤者のための郊外住宅地としての性格が強くなった。その一方で江戸時代以来の植木・盆栽・花卉類の栽培は相変わらず盛んであった。そして1929年（昭和4年）の広島市への編入合併に至る。

## 沿革
- 1889年4月1日 ： 町村制発足により佐伯郡己斐村を設置。
- 1911年10月1日 ： 町制を施行し佐伯郡己斐町と改称。
- 1929年4月1日 ： 広島市に編入し消滅。旧町域は同市「己斐町」となる。

## 大字
近世以来の「己斐村」がそのまま町村制による己斐村（己斐町）に移行したため大字は編成されなかったが、比較的大きな集落の名として、「本町」（現在の西広島駅東口周辺）・「紅葉谷」（現在の己斐中三丁目付近）・「中郷」（現在の己斐上三丁目付近）などがある。

## 各種施設・企業（1929年4月時点）

### 公共機関
- 己斐町役場 ： 現在の己斐中一丁目・己斐保育園付近に所在。
- 県立農事試験場己斐分場

### 学校
- 己斐尋常高等小学校 ： 1873年（明治6年）7月1日日彰館として設立。その後、己斐小学校、己斐尋常小学校、己斐尋常高等小学校と改称。合併後広島市立となり、1947年より現校名広島市立己斐小学校に改称、その後己斐東小・己斐上小を分離し現在に至っている。
- 旭山中学校・旭山商業学校 ： 1921年（大正10年）4月財団法人旭山中学校設立。1928年（昭和3年）商業学校を併設。1933年（昭和8年）経営難のため閉鎖。

### 神社
- 旭山神社

## 交通（1929年4月時点）
鉄道
- 国有鉄道（鉄道省）山陽本線
  - 己斐駅 ： 1897年9月25日開業。現在の西広島駅。
- 広島瓦斯電軌（現在の広島電鉄 / 広島電軌の後身）本線・宮島線
  - 己斐駅 ： 1912年12月8日開業。1922年8月22日草津方面に延伸。現在の広電西広島（己斐）駅。

## 合併後の状況
- 現況については己斐を参照されたい。
- 広島市への編入合併後、旧己斐町域はそのまま広島市己斐町となった。その後一部は隣接する庚午・高須の町域に編入されたが、1971年の町名変更で大部分が己斐本町・己斐東・己斐中・己斐西町・己斐上に分割、1981年には山地部の宅地化にともない己斐上の一部を分離して己斐大迫を新設し現在に至っている。現在「己斐町」という地名は、安佐南区長束町・沼田町との境界に接するごく狭い山林部の住所表示として、かろうじて存続している。

## 関連書籍
- 『広島県の地名』（日本歴史地名大系 第35巻） 平凡社、1982年
- 『角川日本地名大辞典 第34巻 ： 広島県』 角川書店、1987年　ISBN 4040013409
- 長船友則 『広電が走る街 今昔』 JTBパブリッシング、2005年　ISBN 4533059864